# 中国延安干部学院
中国延安干部学院位于中国陕西省延安市宝塔区枣园路40号，是中共中央组织部管理、中共陕西省委负责日常事务的中共中央直属事业单位，成立于2005年3月21日。学院院长由中共中央党校校长兼任，第一副院长由中共陕西省委专职副书记兼任。

## 概况
学院于2005年成立时，中共中央总书记胡锦涛发来贺电。江泽民为学院题写了校名。“中央对学院提出的办学要求是：实事求是、与时俱进、艰苦奋斗、执政为民。中央赋予学院的功能定位是：把学院建设成为面向全国的革命传统教育和基本国情教育基地，提高领导干部素质和本领的熔炉，开展国际培训交流合作的窗口；建设成为领导干部党性、党史和党风教育的品牌院校。”

## 组织
学院实行理事会领导下的院务委员会负责制。

### 历任领导
| 理事长 1. 李源潮（2007年－2012年） 2. 赵乐际（2012年－2017年） 3. 陈希（2017年－） 院长 1. 李源潮（2007年－2012年） 2. 赵乐际（2012年－2017年） 3. 陈希（2017年－） | 第一副院长 …… - 邢善萍（2024年5月－，陕西省委副书记兼） 常务副院长 …… - 姜泽洵（？－） 副院长 …… - 王纪刚（？－） 院务委员 …… - 曹琨（？－） - 王成文（？－） |

### 内设机构
- 办公厅
- 教务部
- 培训部
- 对外交流与培训开发部
- 教学科研部
- 人力资源部（机关党委）
- 延安精神研究中心